# Sémaphore (communication)
Pour les articles homonymes, voir Sémaphore.
Ne doit pas être confondu avec Alphabet sémaphore.
 (août 2010).
Si vous disposez d'ouvrages ou d'articles de référence ou si vous connaissez des sites web de qualité traitant du thème abordé ici, merci de compléter l'article en donnant les références utiles à sa vérifiabilité et en les liant à la section « Notes et références ».

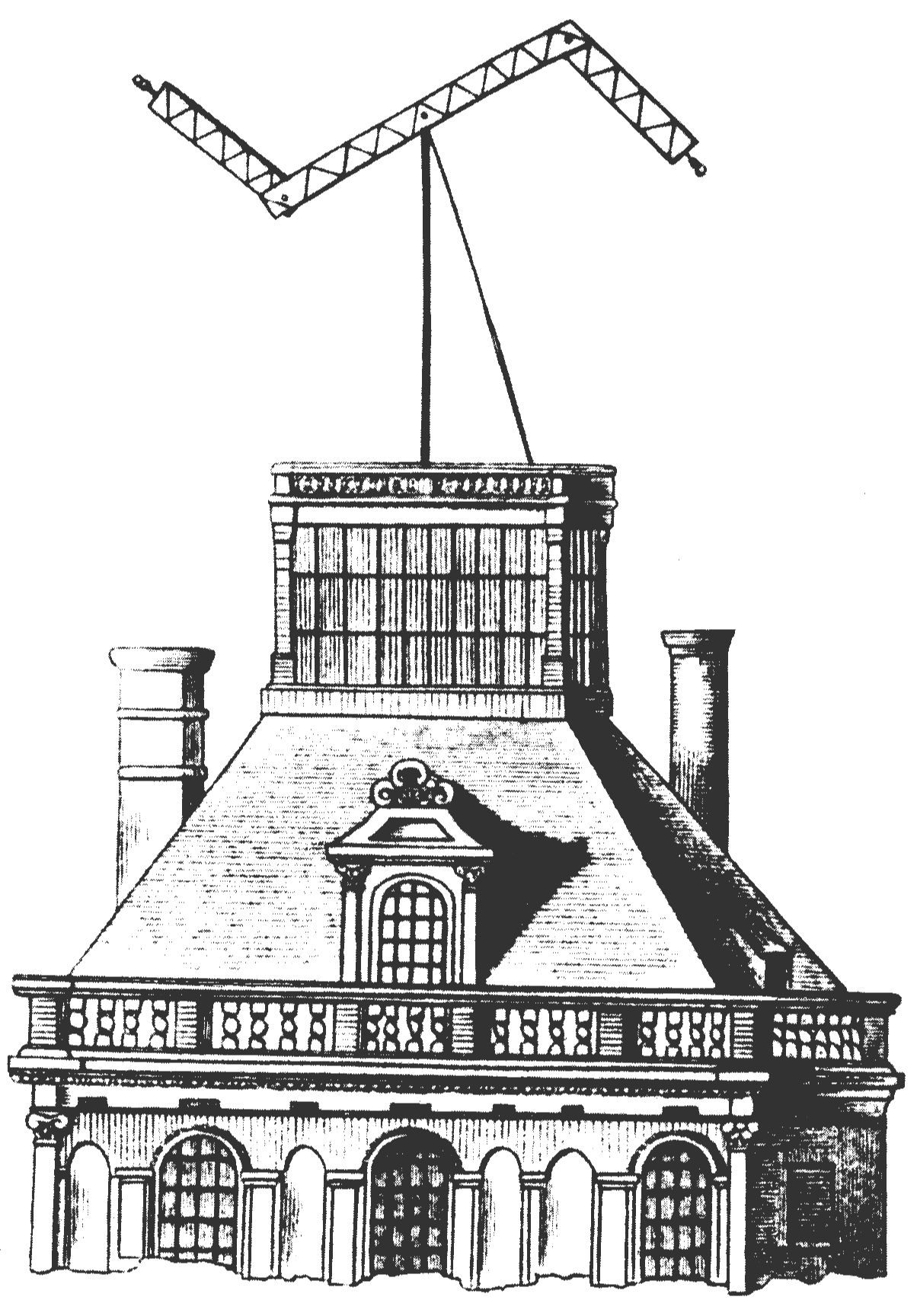
Tour sémaphore du Louvre (France).

Code alphanumérique Chappe pour la transmission des informations entre les tours sémaphore.

Au sens strict, en français le terme sémaphore désigne le système de communication inventé par les frères Chappe en France. Cependant, des relais de communication optique par des feux ou des fumées de différentes couleurs, existaient dans l'Antiquité et dans l'Empire romain d'Orient sous la dénomination de φανάρια - phanaria qui a donné « fanal » en français. Par métonymie, « sémaphore » peut aussi désigner des feux de signalisation routiers, ferroviaires ou autres.

## Principe
Le sémaphore est un moyen de communication optique. Il utilisait des relais placés les uns après les autres, chacun étant dans le champ de vision du précédent et du suivant. Un message était constitué de plusieurs symboles, traduits par des formes prises par une structure mobile. Le système ne pouvait être utilisé que de jour : des transmissions nocturnes avec des lampes sur des mats ont échoué.

## Histoire du sémaphore

### Mise au point
Claude Chappe rejoint ses frères dans les années 1780, et commence à développer des systèmes de communication. Eurent lieu notamment deux essais connus, l'un synchronisé par des sons (1791), l'autre avec des panneaux de bois (1792). Ils constatèrent par l'expérience qu'il est plus facile de voir l'angle d'une barre que de déterminer la présence d'un panneau, et le sémaphore à proprement parler est né en 1793. Chappe reçoit 6 000 francs de l'Assemblée pour construire son système.
Celui-ci est composé d'une tour de Chappe équipée de bras mobiles en bois, dont la position renvoie aux lettres de l'alphabet. Le système Chappe est contrôlé par deux manettes, et est mécaniquement simple. Chacun des deux bras montre sept positions, et la barre transversale reliant les deux bras peut avoir quatre angles différents, pour un total de 196 symboles (7×7×4). Une innovation cruciale fut l'emploi d'un groupe d'hommes entraînés pour passer les signaux.

### Premières utilisations

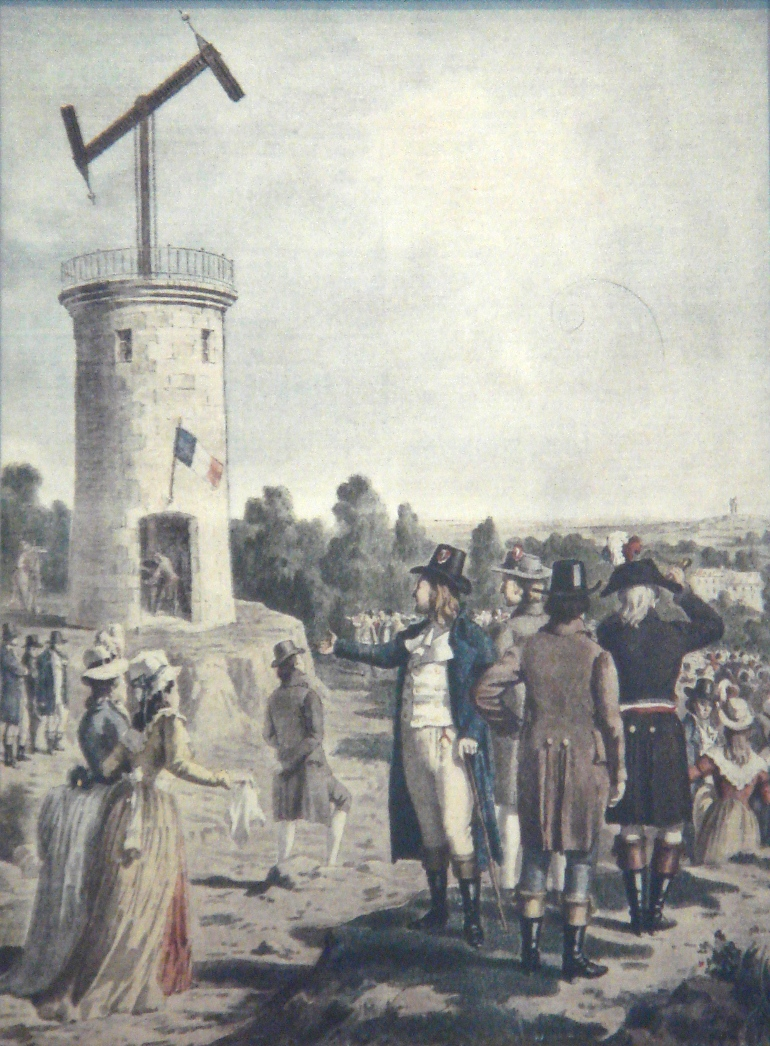

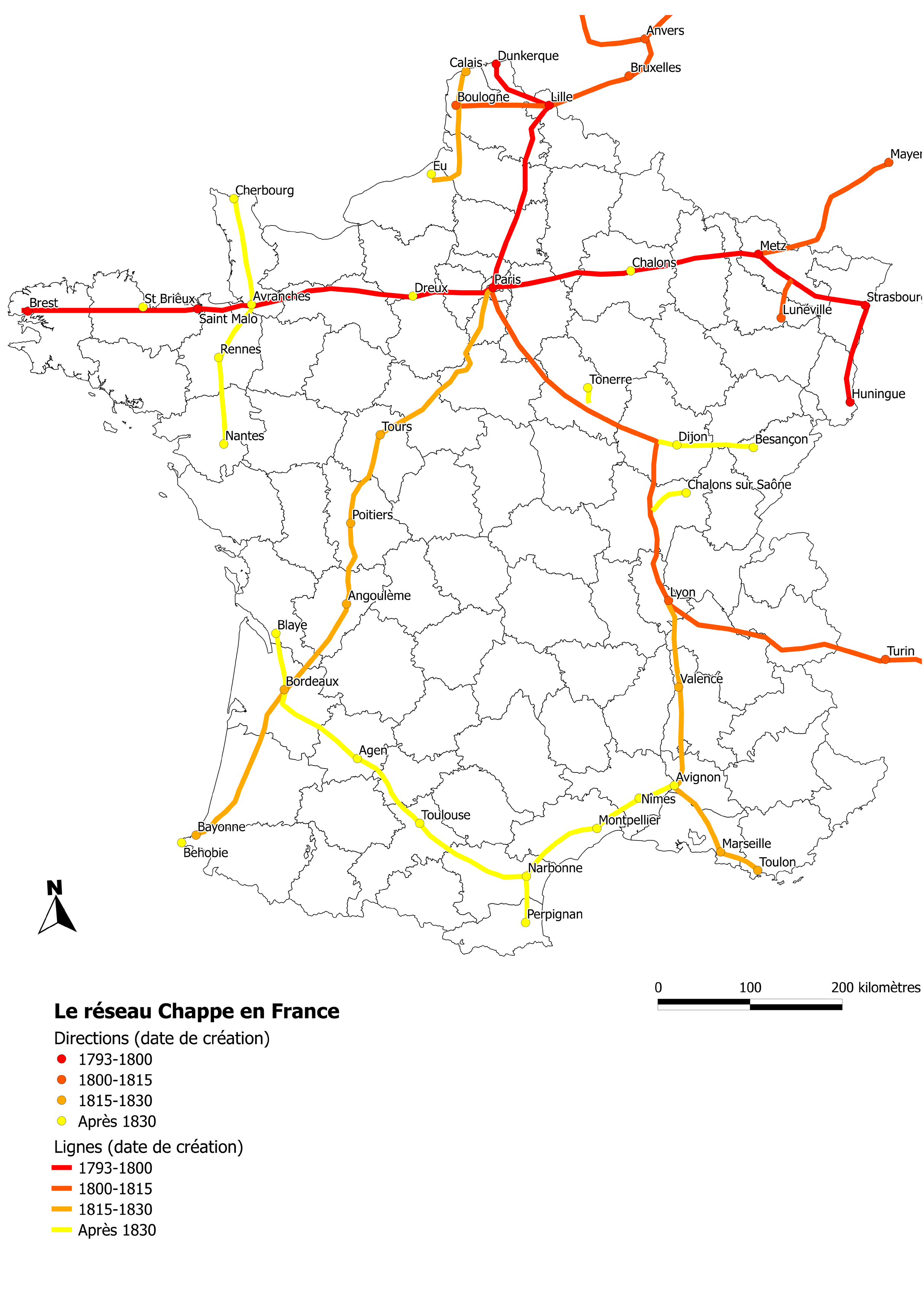
Carte du développement du réseau Chappe en France.

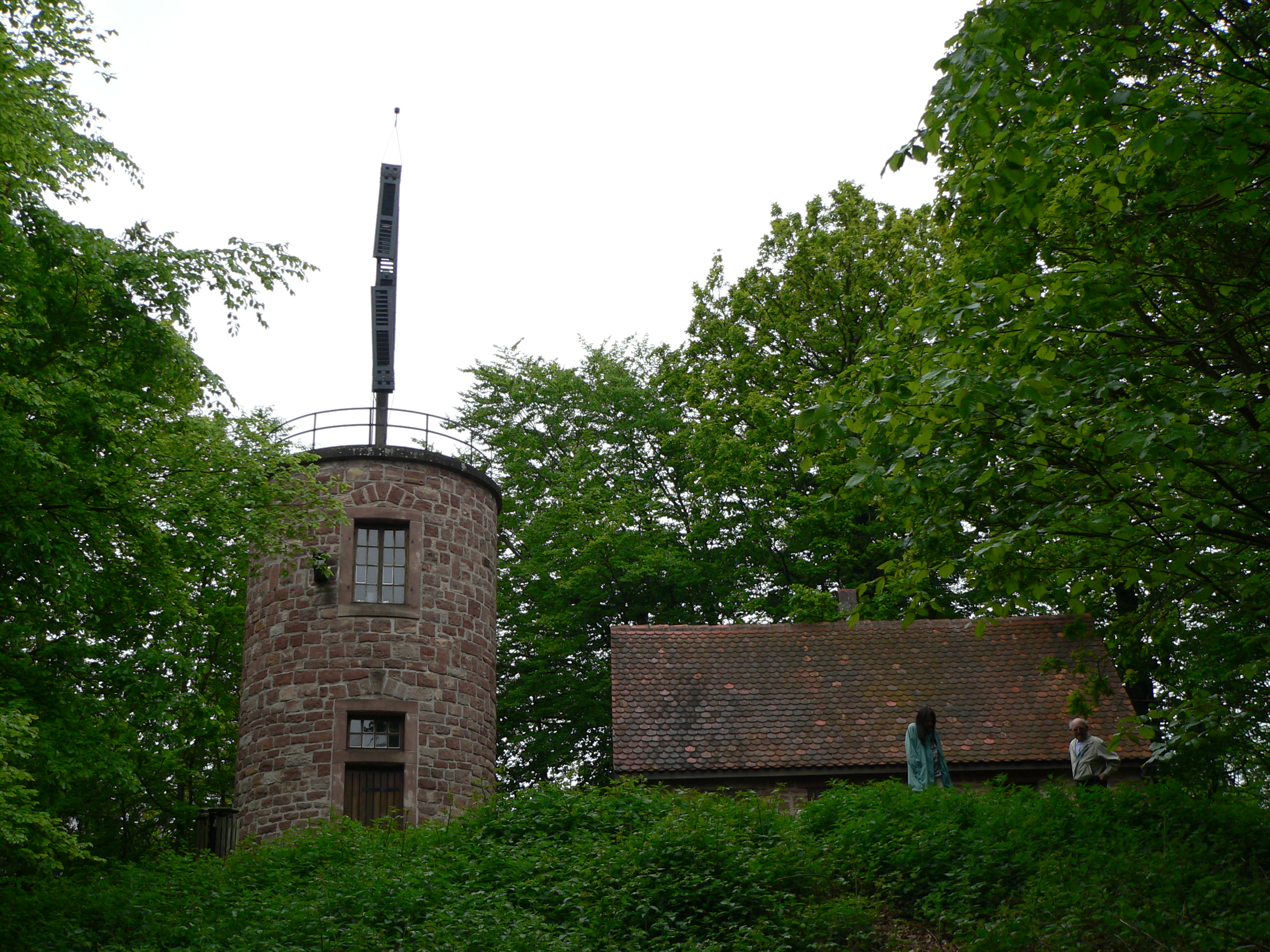
Une tour sémaphore près de Saverne (France).

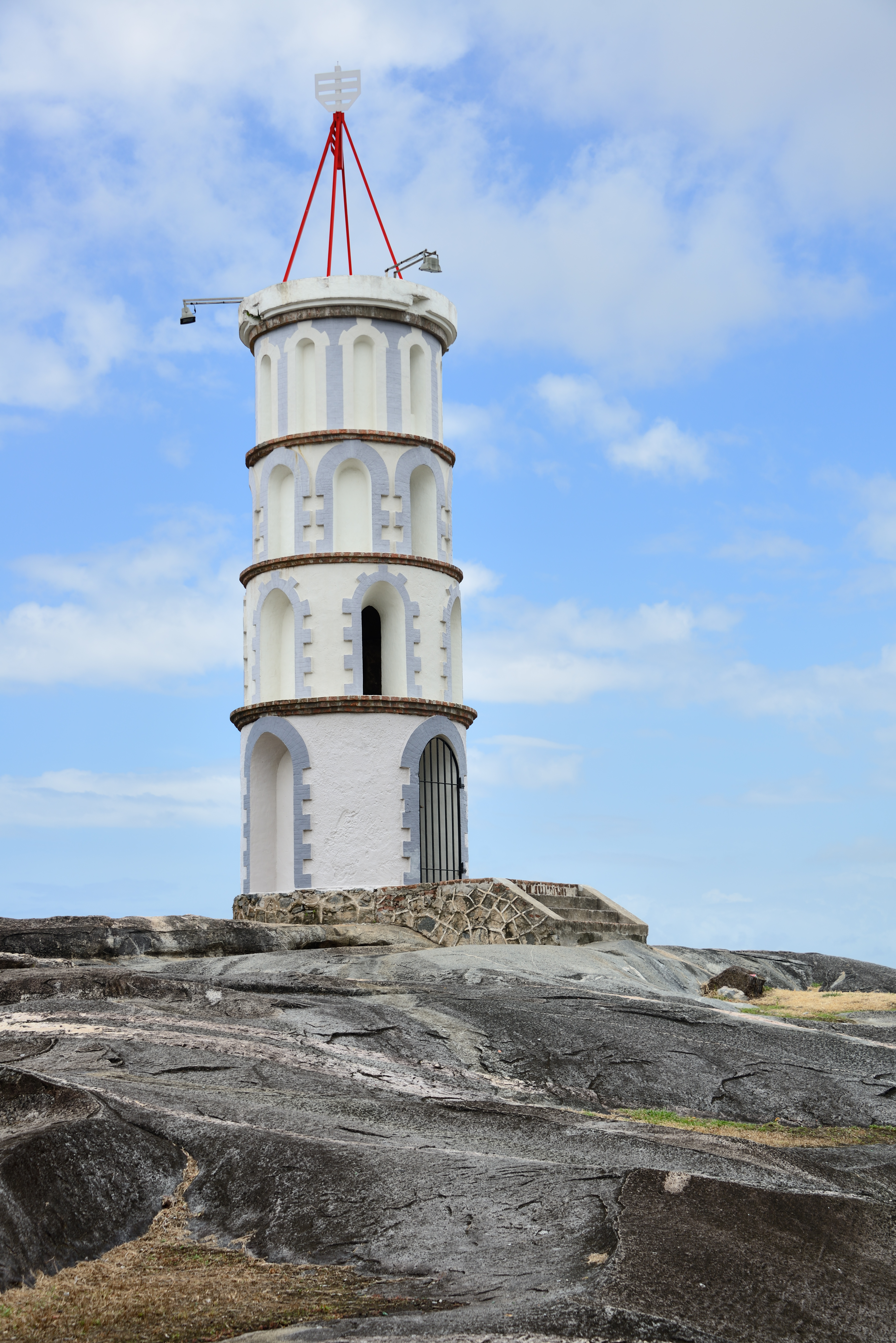
Tour Dreyfus une tour sémaphore dans la commune de Kourou en Guyane.

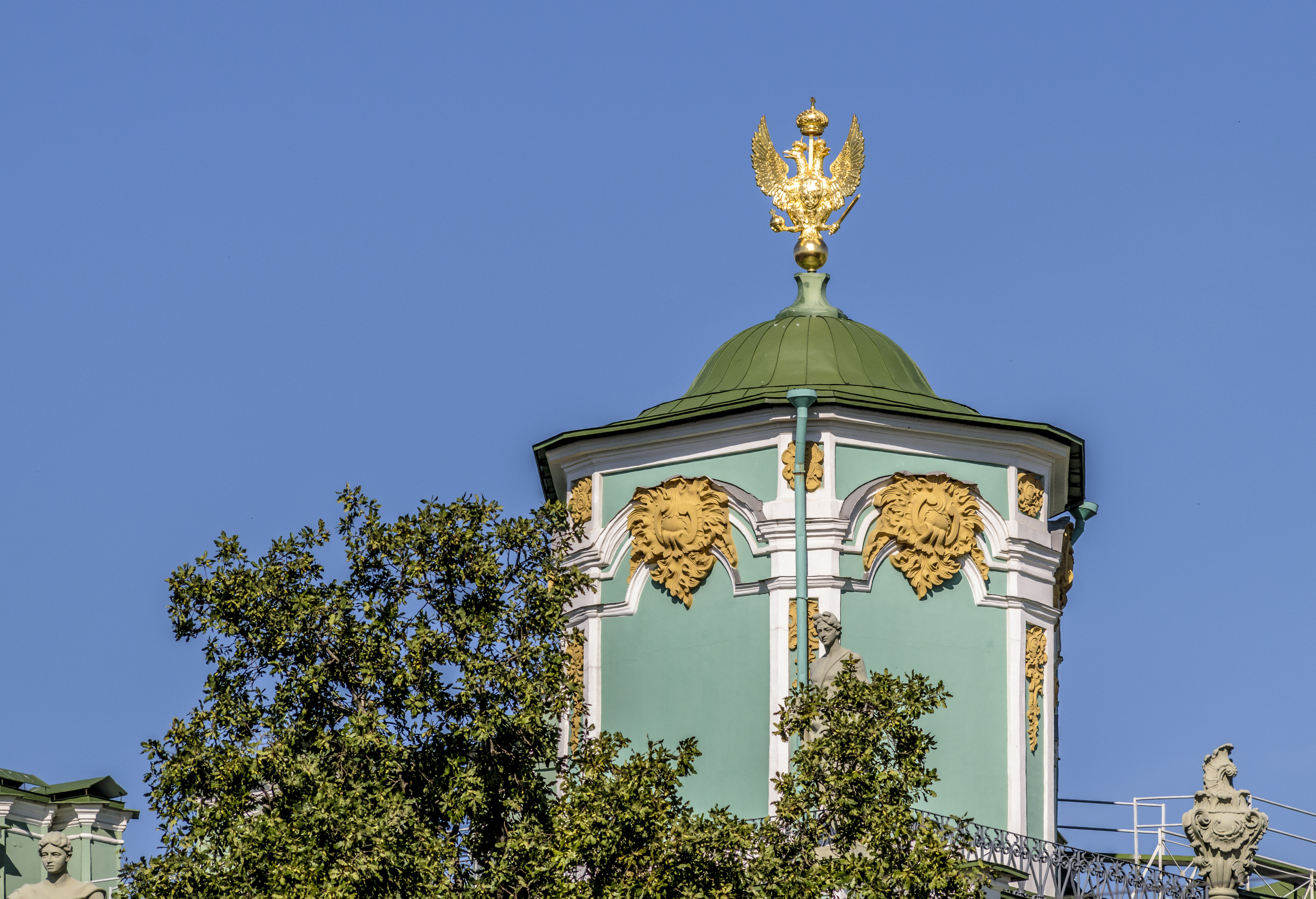
Tour sémaphore du palais d'Hiver à Saint-Pétersbourg (Russie).

La première ligne de sémaphores Chappe fut établie entre Paris et Lille en 1792,,. Elle fut utilisée pour transmettre les dépêches de la guerre entre la France et l'Autriche. Le premier symbole d'un message pour Lille traversa 193 km à travers 15 stations en seulement 9 minutes. La vitesse de transmission d'une ligne variait avec le temps. La ligne Paris-Lille communiquait habituellement 36 symboles, un message complet, en 32 minutes environ. En 1794, elle transmit à la Convention la nouvelle de la prise de la ville de Condé-sur-l'Escaut par les Autrichiens moins d'une heure après que l'évènement eut lieu. D'autres lignes furent construites, parmi lesquelles une ligne de Paris à Toulon.
En 1824, les frères Chappe firent la promotion des lignes de sémaphores pour un usage commercial, en particulier pour transmettre les coûts des matières premières.

### Développement
Le système fut largement copié par d'autres États européens, en particulier après qu'il fut utilisé par Napoléon pour coordonner son empire et son armée. Dans la plupart des États, c'était le service postal qui utilisait les sémaphores.
De nombreux services nationaux adoptèrent des systèmes de signaux différents de celui des Chappe. Par exemple, l'Angleterre et la Suède adoptèrent des systèmes de panneaux tournants (en contradiction avec la découverte des frères Chappe).
Les Britanniques développèrent une série de tours sémaphores qui permirent des communications rapides entre Londres et les chantiers navals à Portsmouth.
C'est durant cette période que le système sémaphore naval fut inventé. Ce système emploie des drapeaux tenus à la main. Il est encore accepté pour des communications d'urgence de jour.
Le premier livre de code fut écrit à l'usage des lignes de sémaphores. Les dirigeants de la corporation des Chappe utilisèrent un code secret qui prenait 92 symboles basiques par deux pour former 8 464 mots et expressions codés.
Napoléon Bonaparte comprit l'avantage militaire qui résultait de l'invention des frères Chappe, et emportait un sémaphore portable dans ses quartiers généraux. Cela lui permit de coordonner ses forces et sa logistique sur des distances plus grandes que n'importe quelle autre armée de cette époque.
Les sémaphores furent adoptés et largement utilisés (avec des drapeaux tenus à la main remplaçant les bras mécaniques) dans le monde maritime au début du XIXe siècle. Les signaux sémaphores furent utilisés notamment pendant la bataille de Trafalgar.

### Remplacement par le télégraphe
Les sémaphores eurent tant de succès que Samuel Morse n'arriva pas à vendre le télégraphe au gouvernement français. Toutefois, la France finit par remplacer les sémaphores par des télégraphes électriques dès 1846. Il est à noter que les télégraphes électriques sont à la fois plus confidentiels et moins sujets à des perturbations dues au mauvais temps. De nombreux contemporains avaient alors prédit l'échec des télégraphes électriques : « ils sont si faciles à couper » disait-on.
La dernière ligne sémaphore en service régulier fut, en Suède, une ligne reliant une île avec une ligne télégraphique continentale. Elle fut mise hors service en 1880.
A la fin du XIXe siècle fut développée, à titre militaire, la signalisation optique par faisceaux lumineux ; utilisant le code Morse, elle permettait de communiquer entre les forts alors que le télégraphe électrique pouvait être mis hors service par les armées ennemies.

## Sémaphore de marine
Avant de constituer un réseau de surveillance du trafic maritimes, les sémaphores maritimes du début du XIXe,  siècle, implantés sur des sites stratégiques, étaient chargés d'alerter, par signaux optiques, de toute activité ennemie. 
Aujourd'hui, les sémaphores sont des postes de surveillance en bord de côte, assurant des missions diversifiées qui vont de l'assistance à la navigation jusqu'à la surveillance du territoire en passant par la régulation du trafic maritime et de la pêche.
Outre leurs missions de surveillance, les opérateurs assurent une veille sur la fréquence de détresse. Les navires peuvent lancer sur cette fréquence différents types de message d'alerte : naufrage imminent , demande d'assistance, panne grave, signalisation d'un objet flottant présentant un danger pour la navigation, etc. Les sémaphores à portée d'écoute répercutent immédiatement les messages.